# Club Deportivo Universidad Católica (voleibol)
O Club Deportivo Universidad Católica,  é  um time chileno de voleibol indoor masculino e feminino da cidade de Santiago.Na variante masculina conquistou quatro títulos da  Liga A1 Chilena, conquistando tres medalhas de bronze no Campeonato Sul-Americano de Clubes nos anos de 1979, 1984 e 2011, ainda terminou em seis edições na quarta colocação nos anos de 1980,1983,1986,1988,1989 e 1990;já no naipe feminino obteve sete títulos da  Liga A1 Chilena, possui uma medalha de prata no Campeonato Sul-Americano de Clubes em 2011, um terceiro lugar em 1989 e um quarto lugar na edição do ano de 2010.

## Histórico
O departamento de voleibol se inicia em 1942 juntamente com a Associação de Voleibol do Chile (Asociación de Vóleibol de Chile), participando ativamente do processo o então atleta do clube José Grisanti que foi vice-presidente da associação que era presidida por Benedicto Kocian da YMCA.
No ano de 1943  a associação passa se chamar Associação de Voleibol de Santiago (Asociación de Vóleibol de Santiago), no ano de 1955 nascia a FEVOCHI, presidida por José Grisanti e Francisco Vilarrubias. ambos jogadores de voleibol de destaque da CDUC. Além deles se destacaram como voleibolistas Teodoro Yametti, Dominique Raab, Marisol Ibarra, Jorge Hevia,Miguel Lacámara, Magdalena Délano, María Carolina Suárez, Paul Heilig, Matías Parraguirre, Lorenzo Constans, Marcela Becerra, Chris Vorphal, Carla Ruz, Javiera Contrerase muitos outros.

## Voleibol masculino

### Títulos conquistados
Campeonato Sul-Americano de Clubes:
- Terceiro posto:1979[1], 1984[1] e 2011[1]
- Quarto posto:1980[1],1983[1],1986[1],1988[1],1989[1] e 1990[1]

  Liga A1 Chile (4 vezes)
- Campeão:2004[4],2005[5],2010[6]
- Vice-campeão:2008[7] e 2012[8]

 Campeonato Nacional do Chile(4 vezes)
- Campeão:1962[9],1964[10],1971[11] e 1983[12]

 Torneio Abertura
- Campeão:1964[13]

 Torneio Associação Las Condes
- Campeão:1988[14]

 Copa UC
- Campeão:2009

## Voleibol feminino

### Títulos conquistados
Campeonato Sul-Americano de Clubes:
- Vice-campeão:2011[2]
- Terceiro posto:1989[2]
- Quarto posto:2010[2]

  Liga A1 Chile (7 vezes)
- Campeão:2004[4],2005[15],2006[16],2008[17],2009[18],2010[19],2011[20]

 Campeonato Nacional do Chile(8 vezes)
- Campeão:1964[21], 1986, 1995, 1996, 1997, 1998, 1999, 2001

 SuperVolei
- Campeão:2008[22]

 Copa Providencia
- Campeão:2008

 Copa UC
- Campeão:2009

 Campeonato Nacional Universitário
- Campeão:1988[14]

 Campeonato Nacional de Clubes Campeões de Valparaíso
- Campeão:1990